# Mandola murreensis
Mandola murreensis är en insektsart som först beskrevs av M. Firoz Ahmed 1969.  Mandola murreensis ingår i släktet Mandola och familjen dvärgstritar. Inga underarter finns listade i Catalogue of Life.